# Интроверсия и экстраверсия
Интрове́рсия и экстраве́рсия — критерий категоризации черт личности или показатель их измерения, распространённый в психологии. Наиболее известны два несколько различающихся понятия интроверсии — экстраверсии, принадлежащих Карлу Юнгу и Гансу Айзенку. В психиатрии СССР и ГДР была также известна интерпретация К. Леонгарда.
Термины интроверсия и экстраверсия впервые были введены Юнгом, однако их понимание и употребление в психологии отличаются от первоначального значения. Скорее фокусируясь на межличностном поведении, Юнг, однако, определял интроверсию как «поведенческий тип, характеризуемый направленностью жизни на субъективное психическое содержание» (фокус на внутреннюю психическую активность); и экстраверсию как «поведенческий тип, характеризуемый концентрацией интересов на внешних объектах» (внешний мир).
Экстраверсия — это активная нервная система, когда скорость переключения нейронов с процесса возбуждения на торможение и обратно происходит быстро. Поэтому внимание постоянно переключается на новые объекты. Это проявляется в коммуникабельном, разговорчивом, энергичном поведении, стремлении к новым знакомствам, впечатлениям, расширению своих интересов, влияния, привлечении внимания к себе.
Интроверсия — это инертная нервная система, когда скорость переключения нейронов нервной системы с процесса возбуждения на торможение происходит медленно. Как следствие, интроверты фокусируют внимание на взаимосвязях между объектами, а также на своём отношении к объектам. Поэтому они избегают новых впечатлений, знакомств, стремятся сливаться с обществом, сохранять отношения с привычным кругом людей.
Фактически все комплексные психологические типологии и многие психологические тесты содержат эти характеристики в разной форме. Примерами могут служить модель «Большая пятёрка», аналитическая психология Юнга, трёхфакторная теория личности Ганса Айзенка, 16 факторов личности Рэймонда Кэттелла, Миннесотский многоаспектный личностный опросник (MMPI), типология Майерс-Бриггс.

## Понятия

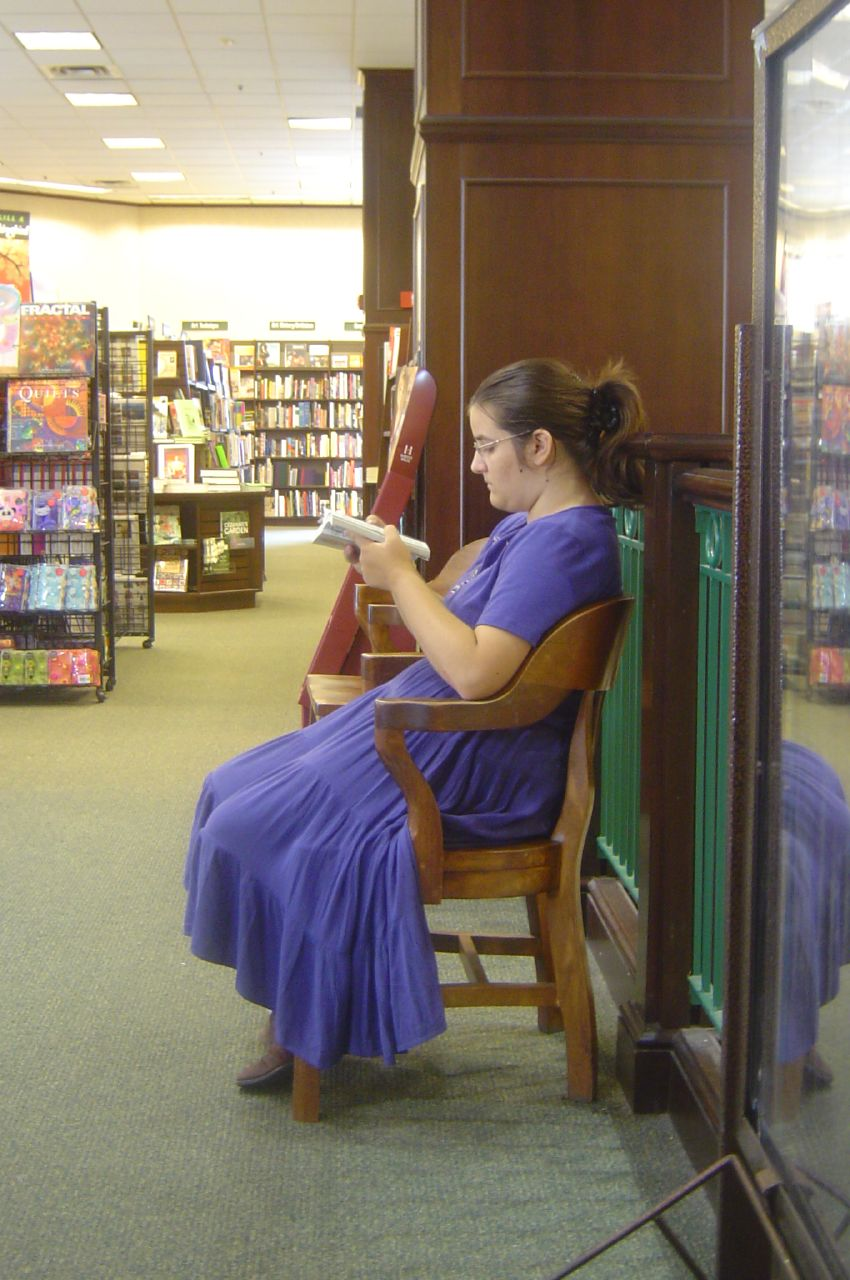
Интровертное поведение

Основным критерием, различающим экстравертов и интровертов, Карл Юнг считал «направление движения либидо». Согласно Юнгу, экстраверсия проявляется в направленности либидо (жизненной энергии) человека на внешний мир, в том, что экстраверт предпочитает социальные и практические аспекты жизни, операции с реальными внешними объектами, а интроверт предпочитает погружения в мир воображения и размышлений. Экстраверт направлен на растрачивание собственной энергии, движение её по направлению к окружающим объектам, интроверт — на накопление, движение энергии во внутренний мир. Интроверсия является одним из архетипических проявлений коллективного бессознательного. Анализируя различия концепций двух других видных представителей динамической психологии, Зигмунда Фрейда и Альфреда Адлера, Юнг полагал, что в сущности схожие концепции этих авторов различаются по причине различной вертности их авторов. Если первый, по Юнгу, является экстравертом, утверждая, что влечение к объекту подчиняет эго на службу своим целям настолько, что эго выглядит не более чем функцией влечения, то второй, будучи интровертом, напротив, считал, что все направляется на утверждение превосходства субъекта для обеспечения личной власти над коллективными влечениями.
Ганс Айзенк заимствует у Юнга термин «экстраверсия» при создании своей диспозициональной модели. Айзенк обнаружил, что в разных исследованиях, проведённых разными исследовательскими группами, параметры личности согласованно варьируются по степени своей ориентации на социальные отношения в противовес ориентации на рефлексию, переживания, чувства. Эти понятия являются полюсами суперфактора — комплекса коррелирующих между собой черт личности, который детерминирован генетически. Типичный экстраверт по Айзенку общителен, оптимистичен, импульсивен, имеет широкий круг знакомств и слабый контроль над эмоциями и чувствами. Типичный интроверт спокоен, застенчив, отдалён от всех, кроме близких людей, планирует свои действия заблаговременно, любит порядок во всём и держит свои чувства под строгим контролем. Юнгианский термин пришёлся в этой ситуации весьма кстати. Более того, оказалось, что экстраверсия может быть одной из базовых черт личности, которых Айзенк, в конце концов, определил три.
В психиатрии распространена интерпретация Леонгарда, заимствовавшего наиболее раннее толкование данных понятий по Юнгу и переосмыслил его: согласно Леонгарду, экстраверт — личность безвольная, подверженная влиянию со стороны, интроверт — личность волевая. В то же время типология Леонгарда является психиатрической, а не психологической, и относится прежде всего к патологиям. Если же говорить не о патологиях, то близкими к толкованию Леонгардом (но не Юнгом) данного термина являются такие термины психологии, как локус контроля (внутренний и внешний), экстернализм и интернализм (Р. Л. Акофф и Ф. Э. Эмери), и др. В психиатрию Эйгеном Блейлером было введено понятие аутизма, симптома шизофрении, который в довольно большой части покрывается понятием Юнга «интроверсия». Аутизм — патологическая интроверсия, сопровождающаяся активным уходом из внешнего мира.
Впоследствии экстраверсия как черта личности показывает свою состоятельность, сохраняясь в таких современных моделях, как «Большая пятёрка» (John et al., 2008) или HEXACO (Ashton et al., 2004).

## Поведение
Экстравертам и интровертам присуща разница в поведении. Согласно одному исследованию, экстраверты склонны носить более декоративную одежду, в то время как интроверты предпочитают практичную, удобную одежду. Экстраверты чаще любят более оживлённую, традиционную и энергичную музыку, чем интроверты. Особенности характера также влияют на то, как люди организуют своё рабочее пространство. В целом, экстраверты больше украшают свои офисы, держат свои двери открытыми, держат рядом несколько запасных стульев и более склонны ставить тарелки с конфетами на свой рабочий стол. Им свойственны попытки пригласить других сотрудников и поощрение взаимодействия. Интроверты, наоборот, меньше украшают и стараются изолировать своё рабочее пространство от социального взаимодействия.
Несмотря на эти различия, метаанализ 15 выборочных исследований опыта показал, что в поведении экстравертов и интровертов существует значительное совпадение. В этих исследованиях участники использовали мобильные устройства, для того чтобы продемонстрировать, сколько раз в повседневной жизни проявлялись экстравертированные признаки (например, смелость, разговорчивость, настойчивость, общительность). Флизон и Галлахер (2009) обнаружили, что экстраверты регулярно ведут себя интровертно, а интроверты — экстравертно. Действительно, в экстравертном поведении было больше вариативности внутри человека, чем между людьми. Ключевой особенностью, которая отличает экстравертов и интровертов, было то, что экстраверты, как правило, действуют умеренно экстравертно примерно на 5—10 % чаще, чем интроверты. С этой точки зрения, экстраверты и интроверты не являются «принципиально разными». Скорее, «экстравертом» является просто тот, кто действует более экстравертно чаще, предполагая, что экстраверсия больше связана с тем, что «делает», чем с тем, что «имеет».
Кроме того, исследование, проведенное Липой (1978), показало, в какой степени люди представляют себя по-другому. Это называется экспрессивным поведением и зависит от мотивации и способности индивидов контролировать это поведение. Липпа (1978) обследовал 68 учеников, которых попросили сыграть в ролевые игры, притворяясь, что они преподают уроки математики. Уровень экстраверсии и интроверсии студентов оценивался на основе их внешнего/экспрессивного поведения, таких как: длина шага, графическая экспансивность, процент времени, которое они провели, разговаривая, количество времени, которое они потратили на зрительный контакт, и общее время каждой учебной сессии. Это исследование показало, что фактические интроверты воспринимались и оценивались как имеющие более экстравертно выглядящие выразительные формы поведения, потому что они были выше, с точки зрения их самоконтроля. Это означает, что интроверты сознательно прикладывают больше усилий, чтобы представить более экстравертную и довольно социально желательную версию себя. Таким образом, люди могут регулировать и модифицировать поведение в зависимости от окружающей обстановки.
Люди сложны и уникальны, и, так как интроверсия-экстраверсия представляет собой непрерывное пространство измерений, люди могут иметь совокупность характеристик обоих типов. Человек, ведущий себя как интроверт в одной ситуации, может вести себя как экстраверт в другой, и люди могут изучать поведение «противоположного типа» в некоторых ситуациях. Теория Юнга основывается на том, что если первичная функция человека экстраверсивна, то вторичная всегда интроверсивна (и наоборот).

## Амбиверсия
Существует, наконец, и третья группа, где очень трудно сказать, откуда, в основном, исходит мотивация: снаружи или же изнутри. Эта группа наиболее многочисленна и включает менее дифференцированного нормального человека, который считается нормальным либо потому, что он не позволяет себе всякого рода эксцессов, либо же потому, что у него нет в них нужды. Нормальный человек, по определению, испытывает влияние как снаружи, так и изнутри. Он составляет обширную среднюю группу, на одной стороне которой помещаются те, чьи мотивации определяются, главным образом, внешним объектом, а на другой те, чьи мотивации формируются изнутри. Первую группу я называю экстравертной, а вторую — интровертной.
Амбиверсия соответствует средним показателям по шкале интро-экстраверсии. Амбиверсия является независимой личностной характеристикой и представляет собой категорию, отдельную от интроверсии и экстраверсии. Амбиверт не является ни интровертом, ни экстравертом, но находится между этими двумя крайностями, сочетая качества тех и других. Амбиверт может вести себя как интроверт или экстраверт в зависимости от ситуации.
Большинство людей являются амбивертами.
Швейцарский психиатр К. Г. Юнг, популяризовавший идею интровертов и экстравертов, признал существование третьего типа (по его предположению, соответствующего норме) в своей лекции на международном конгрессе по образованию в 1923 г. Однако Юнг не включил этот третий тип в свою типологию интро-экстравертности.
Термин «амбиверсия» был предложен американским психологом Эдмундом Конклином в 1923 г. Конклин считал амбиверсию психологической нормой. Отсутствие термина для обозначения людей, не являющихся ни интровертами, ни экстравертами, учёный объяснил тем, что психоаналитическая терминология разрабатывалась, в первую очередь, для описания патологий. Конклин полагал, что в отличие от других двух типов амбиверт здоров, гибок, адаптивен и эффективен.
Американский психолог М. Кроу и соавт. к 2006 г. исследовали взаимосвязь между уровнем интро-экстравертности в среднем возрасте и когнитивным статусом по прошествии 25 лет (количество участников составило 4039 человек). Согласно результатам тестирования амбиверсия ассоциирована с меньшим риском когнитивных нарушений; это позволило авторам выдвинуть гипотезу, согласно которой амбиверсия позитивно влияет на сохранение когнитивных функций при старении.
Согласно исследованию американского психолога А. Гранта (2013 г.), проведённого по итогам 3 месяцев трудовой деятельности 340 продавцов, работающих в «исходящих» колл-центрах, амбиверты из числа этих продавцов добились на 24 % большего дохода по сравнению с интровертами и на 32 % большего дохода по сравнению с экстравертами. По мнению Гранта, амбиверты склонны к большей гибкости в способах взаимодействия с клиентами, задействуют более широкий набор поведенческих подходов, сбалансировано принимают решение когда говорить и когда слушать, выражают достаточную уверенность и энтузиазм для убеждения, расположены внимательно воспринимать интересы покупателя.
Различия в поведении экстравертов, интровертов и амбивертов в условиях конфликта описали в 2016 г. к. психол. н. С. В. Дубровина и соавт. По мнению исследователей, стратегия соперничества в большей степени характерна для экстравертов; к стратегии избегания, приспособления и компромисса чаще прибегают интроверты; амбиверты же в конфликтной ситуации более других ориентированы на сотрудничество.
К. психол. н. О. А. Апуневич и соавт. к 2016 г. изучили зависимость эмоционального выгорания сотрудников правоохранительных органов от их уровня интро-экстраверсии. В исследовании приняли участие 32 работника УВД г. Череповца. Согласно выводам авторов амбиверты более устойчивы к эмоциональному выгоранию по сравнению с интровертами и экстравертами. Также интроверты считаются людьми склонными к общению, но не горящими этим желанием.

### Теория Айзенка
Ганс Юрген Айзенк описал экстраверсию-интроверсию, как степень общительности и взаимодействия человека с другими людьми. Предполагается, что эти поведенческие различия являются результатом основных различий в физиологии мозга. Айзенк сочетал восходящие/нисходящие активации мозга с Ретикулярной активирующей системой (РАС) — путём, расположенным в стволе мозга. Экстраверты стремятся к возбуждению и социальной активности, чтобы повысить уровень своего возбуждения, тогда как интроверты стремятся избегать социальных ситуаций, стремясь свести такое возбуждение к минимуму. Айзенк определил экстраверсию, как одну из трёх основных черт в своей модели личности, P-E-N, которая также включает психотизм и невротизм.
Первоначально Айзенк предполагал, что экстраверсия — это сочетание двух основных тенденций: импульсивности и общительности. Позже он присовокупил несколько других, более специфических черт, а именно: живость, уровень активности и возбудимость. Эти черты, в его личностной иерархии, связаны с ещё более специфическими привычными реакциями, такими как вечеринки на выходных. Айзенк сравнил эту черту с четырьмя темпераментами древней медицины: холерический и сангвинический темпераменты приравнивались к экстраверсии, а меланхолический и флегматический — к интроверсии.

### Биологические факторы
Относительная важность генетики, в сравнении с окружающей средой, в определении уровня экстраверсии, является спорным моментом и находится в центре внимания многих исследований. Исследования близнецов обнаружили генетический компонент от 39 % до 58 %. С точки зрения окружения, общая семейная атмосфера, по-видимому, гораздо менее важна, чем отдельные факторы окружающей среды, которые не разделяются между братьями и сестрами.
Айзенк предположил, что экстраверсия была вызвана изменчивостью возбуждения коры головного мозга. Он предположил, что интроверты характеризуются более высоким уровнем активности, чем экстраверты, и поэтому хронически более возбуждены, чем экстраверты. То, что экстраверты требуют большей внешней стимуляции, чем интроверты, было интерпретировано, как доказательство этой гипотезы. Другим доказательством гипотезы «стимуляции» является то, что интроверты слюноотделяют больше, чем экстраверты в ответ на каплю лимонного сока. Это связано с повышенной активностью их ретикулярной активирующей системы (РАС), которая реагирует на такие раздражители, как еда или социальный контакт.
Экстраверсия была связана с более высокой чувствительностью мезолимбической дофаминовой системы к потенциально полезным стимулам. Это отчасти объясняет высокий уровень позитивного аффекта, обнаруженного у экстравертов, поскольку они будут более интенсивно ощущать волнение потенциальной награды. Одним из следствий этого является то, что экстраверты могут легче разобраться в непредвиденных обстоятельствах, при этом получив положительный результат, и тогда сама награда воспринимается ещё больше.
Одно исследование показало, что у интровертов больше кровотока в лобных долях головного мозга и переднем или лобном таламусе, которые являются областями, занимающимися внутренней обработкой, такими как планирование и решение проблем. Экстраверты имеют больший кровоток в передней поясной извилине, височных долях и заднем таламусе, которые участвуют в сенсорном и эмоциональном опыте. Это исследование и другие исследования показывают, что интроверсия-экстраверсия связана с индивидуальными различиями в функции мозга. Исследование объёма головного мозга показало положительную корреляцию между интроверсией и объёмом серого вещества в правой префронтальной коре и правом височно-теменном соединении, а также положительную корреляцию между интроверсией и общим объёмом белого вещества.
Экстраверсия также была связана с физиологическими факторами, такими как дыхание, которое тесно связано с эмоциональной реактивностью.

## Измерение
Степень экстраверсии и интроверсии чаще всего оценивается с помощью таких мер, как самоотчет, хотя могут также использоваться коллегиальные отчёты и сторонние наблюдения. Самоотчёты бывают лексическими, либо основаны на утверждениях. Тип меры определяется оценкой психометрических свойств и временными и пространственными ограничениями проводимого исследования.
Лексические меры используют индивидуальные прилагательные, которые отражают экстравертные и интровертные черты, такие как общительный, разговорчивый, сдержанный и тихий. Слова, представляющие интроверсию, закодированы в обратном порядке для создания составных мер экстраверсии/интроверсии, работающих в континууме. Голдберг (1992) разработал показатель из 20-слов, как часть своих маркеров «Большой пятерки» из 100 слов. Saucier (1994) разработал краткую, 8-словную меру, в рамках своих 40-словных мини-маркеров. Тем не менее, психометрические свойства оригинальных мини-маркеров Saucier были признаны неоптимальными, для образцов за пределами Северной Америки. В результате была разработана систематически пересмотренная мера, обладающая превосходными психометрическими свойствами — Международные английские мини-маркеры.
Международные английские мини-маркеры имеют хорошую внутреннюю согласованность и другую обоснованность для оценки экстраверсии/интроверсии и других пяти факторов индивидуальности, как внутри, так и, особенно, вне американского населения. Надежность внутренней согласованности показателя экстраверсии для носителей английского языка составляет 0,92, а для не носителей английского языка — 0,85.
Меры утверждения, как правило, содержат больше слов и, следовательно, потребляют больше пространства для инструментов исследования, чем лексические меры. Респондентов спрашивают, в какой степени они, например, разговаривают с большим количеством разных людей на вечеринках или часто чувствуют себя некомфортно рядом с другими. Хотя некоторые, основанные на утверждениях, меры экстраверсии/интроверсии имеют аналогично приемлемые психометрические свойства в популяциях Северной Америки по сравнению с лексическими показателями, их общее эмоциональное развитие делает их менее подходящими для использования в других группах населения. Например, на утверждение, относительно разговорчивости на вечеринках, трудно ответить осмысленно тем, кто не посещает вечеринки, как это делают американцы. Более того, иногда разговорный североамериканский язык утверждений делает их менее подходящими для использования за пределами Америки. Например, такие утверждения, как «Оставаться на заднем плане» и «Знать, как увлечь людей», иногда трудно понять не носителям английского языка, кроме как в буквальном смысле.

## Последствия
Признание того, что интроверсия и экстраверсия являются нормальными вариантами поведения, может помочь в самопринятии и понимании других. Например, экстраверт может принять потребность своего интровертного партнёра в пространстве, в то время как интроверт может признать потребность своего экстравертного партнёра в социальном взаимодействии.
Исследователи обнаружили взаимосвязь между экстраверсией и счастьем. То есть, более экстравертированные люди склонны сообщать о более высоком уровне счастья, чем интроверты. Другие исследования показали, что указание действовать экстравертным образом, приводит к увеличению положительного влияния, даже для людей, которые являются интровертами на уровне признаков.
Это не значит, что интроверты несчастные. Экстраверты просто сообщают, что испытывают больше положительных эмоций, тогда как интроверты, как правило, ближе к нейтральным. Возможно, это связано с тем, что экстраверсия социально предпочтительна в современной западной культуре и интроверты чувствуют себя менее желанными. В дополнение к исследованию счастья, другие исследования показали, что экстраверты, как правило, сообщают о более высоком уровне самооценки, чем интроверты. Другие полагают, что такие результаты отражают социокультурный уклон в самом опросе. Доктор Дэвид Майерс утверждал, что счастье — это вопрос обладания тремя чертами: самооценкой, оптимизмом и экстраверсией. Мейерс основывает свои выводы на исследованиях, в которых говорится, что экстраверты счастливее; эти выводы были подвергнуты сомнению, в свете того факта, что такие подсказки, как «мне нравится быть с другими» и «мне весело быть с», побуждают измерять счастье только среди экстравертов. Кроме того, согласно Карлу Юнгу, интроверты с большей готовностью признают свои психологические потребности и проблемы, в то время как экстраверты, как правило, не замечают их, потому что больше внимания уделяют внешнему миру.
Хотя экстраверсия воспринимается в западной культуре как социально желательная, она не всегда является преимуществом. Например, экстравертированная молодежь более склонна к антиобщественному или правонарушительному поведению. В соответствии с этим, некоторые данные свидетельствуют о том, что экстраверсия также может быть связана с психопатией. И наоборот, хотя интроверсия воспринимается как менее социально желательная, она тесно связана с положительными чертами, такими как интеллект и одарённость. В течение многих лет исследователи обнаруживали, что интроверты, как правило, более успешны в академической среде, что экстраверты могут найти скучным.
Исследования показывают, что поведенческая иммунная система, психологические процессы, которые определяют риск заражения от сигналов восприятия и реагируют на эти сигналы посредством активации отрицательных эмоций, может влиять на стадность. Хотя экстраверсия связана со многими положительными результатами, такими как более высокий уровень счастья, эти экстравертированные люди также, вероятно, будут подвержены инфекционному заболеванию, поскольку они имеют тенденцию общаться с большим количеством людей. Когда люди становятся более уязвимыми для инфекции, расходы на социальную жизнь становятся относительно выше. Поэтому люди менее экстраверсивны, когда чувствуют себя уязвимыми, и наоборот.
Хотя ни интроверсия, ни экстраверсия не являются патологическими, психотерапевты могут учитывать темперамент при лечении клиентов. Клиенты могут лучше реагировать на различные виды лечения, в зависимости от того, где они попадают в спектр интроверсии-экстраверсии. Учителя также могут учитывать темперамент при общении со своими учениками, например, признавая, что интровертные дети нуждаются в большем поощрении, чтобы говорить в классе, в то время как экстравертные дети могут испытывать беспокойство в течение длительных периодов спокойного обучения.

## Региональная вариация
Чуть менее половины населения земного шара (около 44 %) являются интровертами. 
В Европе много стран, в которых интроверты преобладают (см. инфографику); Литва — самая интровертная страна в Европе, в то время как Албания — нация экстравертов.
Исследователи обнаружили, что люди, живущие на островах, как правило, менее экстравертны (более интровертны), чем те, что живут на материке, и что люди, чьи предки населяли остров в течение двадцати поколений, как правило, менее экстравертны, чем недавно прибывшие. Более того, люди, эмигрирующие с островов на материк, как правило, более экстравертны, чем те, кто остаётся на островах, и те, кто иммигрирует на острова.
В США: 

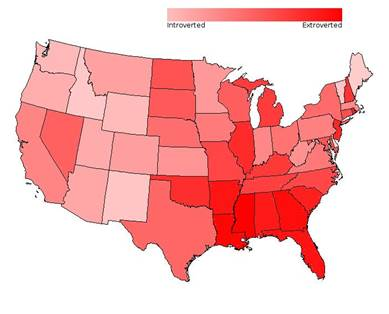
Карта градации экстраверсии в США

некоторые утверждают, что американцы живут в «экстравертированном обществе», которое поощряет экстравертированное поведение и отвергает интроверсию. Это связано с тем, что в настоящее время США являются культурой внешней личности, в то время как в некоторых других культурах люди ценятся за их «внутреннюю сущность и моральную направленность». 
В Соединённых Штатах исследователи обнаружили, что люди, живущие в штатах Среднего Запада, Северной Дакоте, Южной Дакоте, Небраске, Миннесоте, Висконсине и Иллинойсе, имеют более высокий балл, чем в среднем по стране, по экстраверсии. Юта и юго-восточные штаты Флорида и Джорджия также высоко оценивают эту черту личности. 
Наиболее интровертными штатами в Соединённых Штатах являются Мэриленд, Нью-Гемпшир, Аляска, Вашингтон, Орегон и Вермонт. Люди, которые живут в северо-западных штатах, Айдахо, Монтана и Вайоминг, также относительно интровертны.
В других культурах, таких как Япония, Китай и регионы, где преобладают православное христианство, буддизм, суфизм и т. д., превалирует интроверсия. Эти культурные различия предсказывают счастье людей в том, что люди, которые имеют успех в экстраверсии, в среднем более счастливы, особенно в экстравертированных культурах и наоборот.

## Отношение к счастью
Как уже говорилось ранее, у экстравертов часто наблюдается более высокий уровень позитивного аффекта, чем у интровертов. Однако, эта связь была обнаружена лишь между экстраверсией и активированными формами положительного аффекта. Нет никакой связи между экстраверсией и деактивированными (спокойными) формами положительного аффекта, такими как удовлетворённость или безмятежность, хотя одно исследование обнаружило отрицательную связь между экстраверсией и деактивированным положительным аффектом (т. е. положительная связь между интроверсией и спокойным позитивным аффектом). Более того, связь между экстраверсией и активированным позитивным аффектом значима только для агентической экстраверсии, т. е. нет существенной связи между аффилиативной экстраверсией и активированным позитивным аффектом, особенно при контроле за нейротизмом.
Влиятельная обзорная статья пришла к выводу, что личные свойства, особенно экстраверсия и эмоциональная стабильность, являются лучшим предиктором субъективного благополучия. В качестве примеров, Аргайл и Лу (1990) обнаружили, что признак экстраверсии, измерённый по шкале Личностного опросника (EPQ) Айзенка, был положительно и значительно коррелирован с положительным аффектом, измерённым Оксфордским перечнем счастья. Используя те же шкалы положительного аффекта и экстраверсии, Хиллс и Аргайл (2001) обнаружили, что положительный аффект и впредь значительно коррелирует с экстраверсией. Кроме того, исследование, проведённое Эммонсом и Эдвардом Динером (1986), показало, что экстраверсия положительно и значительно коррелирует с положительным аффектом, но не с отрицательным аффектом. Аналогичные результаты были найдены в большом продольном исследовании Динера, Сандвика, Павота и Фуджиты (1992), в котором оценивалось 14 407 участников из 100 районов континентальной части Соединённых Штатов. Используя сокращённый «Общий график благополучия», который выявил положительные и отрицательные аффекты, а также Пятифакторный опросник личности (Тест большая пятёрка) Коста и Маккрей (1986). В короткой версии шкалы экстраверсии NEO (Методика нейротизма-экстраверсии-открытости) авторы сообщили, что экстраверты испытывали большее благополучие в два момента времени, в течение которых собирались данные: сначала между 1971 и 1975 годами, а затем между 1981 и 1984 годами. Однако, последнее исследование не контролировало невротизм, важный ковариат при исследовании отношений между экстраверсией и положительным влиянием или благополучием. Исследования, которые контролировали невротизм, не обнаружили существенной связи между экстраверсией и субъективным благополучием. Ларсен и Кетелаар (1991) показали, что экстраверты реагируют, в большей степени, на положительный аффект, чем на отрицательный аффект, так как они проявляют более высокую реактивность на положительный аффект — на индукцию положительного аффекта, но они не реагируют на более отрицательную индукцию отрицательного аффекта.
По мнению датского психотерапевта Ильсе Санд, для достижения психологического комфорта интроверты должны тщательно дозировать уровень эмоциональной нагрузки.

### Инструментальный вид
Инструментальный взгляд предполагает, что личностные качества порождают условия и действия, которые имеют аффективные последствия и, следовательно, порождают индивидуальные различия в эмоциональности.

### Черта личности как причина повышенной общительности
Согласно инструментальному представлению, одним из объяснений большего субъективного благополучия среди экстравертов может быть тот факт, что экстраверсия помогает в создании жизненных обстоятельств, которые способствуют высоким уровням положительного аффекта. В частности, личностная черта экстраверсии рассматривается как фактор, способствующий большему количеству социальных взаимодействий, поскольку низкий уровень возбуждения коры среди экстравертов приводит к тому, что они ищут больше социальных ситуаций, чтобы усилить своё возбуждение.

### Гипотеза социальной активности
Согласно гипотезе социальной активности, более частое участие в социальных ситуациях создаёт более частые и более высокие уровни положительного воздействия. Поэтому считается, что, поскольку экстраверты характеризуются как более общительные, чем интроверты, они также обладают более высоким уровнем положительного воздействия, вызванного социальными взаимодействиями. В частности, результаты исследования Фурнхема и Брюина (1990) предполагают, что экстраверты наслаждаются и участвуют в социальной деятельности больше, чем интроверты, и в результате экстраверты сообщают о более высоком уровне счастья. Кроме того, в исследовании Аргайла и Лу (1990) было установлено, что экстраверты с меньшей вероятностью избегают участия в шумных общественных мероприятиях и с большей вероятностью участвуют в таких социальных мероприятиях, как вечеринки, шутки или походы в кино. Схожие результаты были получены Динером, Ларсеном и Эммонсом (1984), которые обнаружили, что экстраверты ищут социальные ситуации чаще, чем интроверты, особенно когда занимаются рекреационной деятельностью.
Между тем, различные результаты противоречат утверждениям гипотезы социальной активности. Во-первых, было обнаружено, что экстраверты были счастливее интровертов даже в одиночестве. В частности, экстраверты, как правило, счастливее, независимо от того, живут они одни или вместе с другими, или живут ли они в оживлённом городе или в тихой сельской местности. Точно так же исследование Динера, Сандвика, Павота и Фуджиты (1992) показало, что, хотя экстраверты выбирали социальную работу чаще (51 %), чем несоциальную, по сравнению с интровертами (38 %), они были счастливее интровертов независимо от того, имели ли их профессии социальный или несоциальный характер. Во-вторых, было обнаружено, что экстраверты лишь иногда сообщали о большем объёме социальной активности, чем интроверты, но в целом экстраверты и интроверты не различаются по количеству их социализации. Сходный вывод был установлен Шриваставой, Анджело и Вальеро (2008), которые обнаружили, что экстраверты и интроверты любят участвовать в социальных взаимодействиях, но экстраверты участвуют в социальной жизни больше. В-третьих, исследования показали, что как экстраверты, так и интроверты участвуют в социальных отношениях, но качество этого участия отличается. Более частое социальное участие среди экстравертов может быть объяснено тем фактом, что экстраверты знают больше людей, но эти люди не обязательно являются их близкими друзьями, тогда как интроверты, участвуя в социальных взаимодействиях, более избирательны и имеют лишь немногих близких друзей, с которыми у них есть особые отношения.

### Теория общественного внимания
Ещё одно объяснение высокой корреляции между экстраверсией и счастьем можно найти в исследовании Эштона, Ли и Паунонена (2002). Они предположили, что основным элементом экстраверсии является тенденция вести себя так, чтобы привлекать, удерживать и получать социальное внимание, а не поощрять чувствительность. Они утверждали, что одним из фундаментальных качеств общественного внимания является его способность быть полезным. Поэтому, если человек демонстрирует положительные эмоции, энтузиазм и энергию, этот человек воспринимается другими благоприятно, и он или она привлекает внимание других. Эта благоприятная реакция других, вероятно, побуждает экстравертов участвовать в дальнейшем экстравертном поведении. Исследование Эштона, Ли и Паунонена (2002) показало, что их мера социального внимания, Шкала социального внимания, была гораздо более тесно связана с экстраверсией, чем меры чувствительности к вознаграждению.

### Темпераментный вид
Темпераментный вид основан на представлении о том, что существует прямая связь между личностными качествами людей и их чувствительностью к положительным и отрицательным воздействиям.

### Модель аффективной реактивности
Модель аффективной реактивности утверждает, что сила реакции человека на аффект-релевантные события вызвана различиями людей в аффекте. Эта модель основана на теории подкрепляющей чувствительность, Джеффри Алана Грея, которая утверждает, что люди с более сильной поведенческой активационной системой (BAS/поведенческой системой активации) имеют высокую степень реагирования на вознаграждение и предрасположены к экстраверсии личности, в то время как люди с более сильной поведенческой системой подавления (BIS/поведенческая система запрещения) меньше реагируют на вознаграждение и более предрасположены к личностным чертам невротизма и интроверсии. Потому экстраверты рассматриваются, как имеющие темпераментную предрасположенность к положительному воздействию, поскольку положительная индукция настроения оказывает на них большее влияние, чем на интровертов, поэтому экстраверты более склонны реагировать на приятные эффекты. Например, Гейбл, Рейс и Эллиот (2000) обнаружили в двух последовательных исследованиях, что люди, с более чувствительными BIS, сообщили о более высоких уровнях среднего отрицательного воздействия, в то время как люди, с более чувствительной BAS, сообщали о более высоких уровнях положительного аффекта. Также, Зеленски и Ларсен (1999) обнаружили, что люди с более чувствительной BAS сообщали о более положительных эмоциях во время положительной индукции настроения, в то время как люди, с более чувствительной BIS, сообщали о более отрицательных эмоциях во время отрицательной индукции настроения.

### Теория социальной реактивности
Теория социальной реактивности утверждает, что все люди, нравится им это или нет, обязаны участвовать в социальных ситуациях. Поскольку экстраверты предпочитают участвовать в социальных взаимодействиях больше, чем интроверты, они также извлекают из таких ситуаций больше позитивного влияния, чем интроверты. Поддержка этой теории исходит из работы Брайана Р. Литтла, который популяризировал концепцию «восстановительных ниш». Мало кто утверждал, что жизнь часто требует, чтобы люди участвовали в социальных ситуациях, и, поскольку социальное поведение не свойственно интровертам, было доказано, что это наносит вред их благополучию. Поэтому один из способов сохранить благополучие интровертов — это как можно чаще перезаряжаться в местах, где они могут вернуться к своей истинной сущности — места, которые Литтл называет «восстановительными нишами».
Однако было также установлено, что экстраверты не реагируют на социальные ситуации сильнее, чем интроверты, и не сообщают о большем усилении позитивного влияния во время таких взаимодействий.

### Аффективное регулирование
Другое возможное объяснение большего счастья среди экстравертов связано с тем фактом, что экстраверты способны лучше регулировать свои аффективные состояния. Это означает, что в неоднозначных ситуациях (ситуации, когда положительные и отрицательные настроения смешиваются в одинаковых пропорциях) экстраверты демонстрируют более медленное уменьшение положительного аффекта, и, как следствие, поддерживают более положительный аффективный баланс, чем интроверты. Экстраверты могут также выбирать действия, которые способствуют счастью (например, вспоминая приятные моменты, нежели неприятные) больше, чем интроверты, предвидя трудные задачи.

### Модель заданных значений, также известная как Модель уровня воздействия
В соответствии с моделью заданных значений, уровни позитивного и негативного воздействия более или менее фиксированы внутри каждого человека, следовательно, после позитивного или негативного события, настроения людей имеют тенденцию возвращаться к предварительно установленному уровню. Согласно модели заданного значения, экстраверты испытывают больше счастья, потому что их предварительно установленный уровень положительного аффекта находится на более высокой отметке, чем предварительно установленное значение положительного аффекта у интровертов, поэтому экстраверты нуждаются в меньшем положительном подкреплении, чтобы чувствовать себя счастливыми.

### Отношение к удовольствию — возбуждению
Исследование Питера Куппенса (2008) показало, что экстраверты и интроверты ведут себя многообразно, когда испытывают приятные эмоции, что может объяснить недооценку частоты и интенсивности счастья, проявляемого интровертами. В частности, Куппенс (2008) обнаружил, что возбуждение и приятные эмоции положительно коррелируют с экстравертами, что означает, что приятные ощущения с большей вероятностью будут сопровождаться сильным возбуждением экстравертов. С другой стороны, возбуждение и приятные эмоции отрицательно коррелируют с интровертами, в результате чего интроверты проявляют слабое возбуждение при ощущении удовольствия. Другими словами, если в жизни экстраверта, которая является источником приятных чувств, всё идёт хорошо, экстраверты видят в такой ситуации возможность участвовать в активном поведении и стремлении к цели, что вызывает активное, возбуждённое приятное состояние. Когда у интровертов всё идёт хорошо, они видят в этом возможность ослабить бдительность, в результате чего чувствуют себя расслабленными и довольными.

### Невротизм и экстраверсия
В многочисленных исследованиях было показано, что невротизм оказывает одинаковое, если не большее, влияние на счастье и субъективное благополучие, чем экстраверсия. Одно исследование классифицировало школьников на четыре категории, на основе их оценок экстраверсии и эмоциональной стабильности (невротизм). Результаты не показали существенной разницы между уровнями счастья стабильных интровертов и стабильных экстравертов, в то время как нестабильные экстраверты и интроверты оба продемонстрировали значительно меньшее счастье, чем их аналоги. В этом исследовании невротизм оказался наиболее значимым фактором для общего благополучия. Аналогичным образом, в более поздних исследованиях, исследователи использовали шкалы оценки для проверки таких категорий, как самооценка и ориентация на жизненные цели, которые они положительно коррелировали со счастьем. Ответы участников на эти вопросы позволили предположить, что невротизм, на самом деле, оказывал большее влияние, чем экстраверсия, на показатели благополучия.

### Другие факторы «Большой пятёрки» и экстраверсия
Хотя экстраверсия и невротизм, по-видимому, оказывают наибольшее влияние на личное счастье, было показано, что другие личностные факторы Большой пятёрки также коррелируют с счастьем и субъективным благополучием. Например, одно исследование показало, что добросовестность и приятность коррелировали около 0,20 с субъективным благополучием. Хотя влияние этих признаков было не столь сильным, как экстраверсия или невротизм, очевидно, что они всё же оказывают некоторое влияние на результаты счастья.
Аналогичным образом, взаимодействия между экстраверсией, невротизмом и сознательностью продемонстрировали значительное влияние на субъективное благополучие. В одном исследовании исследователи использовали три шкалы для оценки субъективного благополучия. Они обнаружили, что экстраверсия служила предиктором только для одной оценки в сочетании с невротизмом, в то время как два других результата оценки были лучше предсказаны добросовестностью и невротизмом. В дополнение к важности включения других факторов в оценки счастья, это исследование также демонстрирует каким образом оперативное определение благополучия изменяется, проявляется ли экстраверсия в качестве основного прогностического фактора.

### Другие способствующие факторы личности
Существует также доказательство того, что другие нетрадиционные элементы личности могут коррелировать с счастьем. Например, одно исследование показало, что различные особенности целей, такие как прогресс, в достижении важных целей или конфликты между ними, могут влиять как на эмоциональное, так и на когнитивное благополучие. Несколько других исследователей также предположили, что, по крайней мере в более индивидуалистических культурах, когерентное ощущение своей личности (и действия, соответствующие этой Я-концепции) положительно связано с благополучием. Таким образом, сосредоточение внимания исключительно на экстраверсии — или даже экстраверсии и невротизме, — может дать неполную картину отношений между счастьем и личностью.

### Культура
Кроме того, иная культура также может влиять на счастье и общее субъективное благополучие. Общий уровень счастья колеблется от культуры к культуре, как и предпочтительное выражение счастья. Сравнение различных международных опросов по странам показывает, что разные нации и разные этнические группы внутри наций демонстрируют различия в средней удовлетворённости жизнью.
Например, один исследователь обнаружил, что в период с 1958 по 1987 год удовлетворённость жизнью в Японии колебалась на около 6 баллах из 10-балльной шкале, а в Дании — около 8. Сравнивая этнические группы в Соединённых Штатах другое исследование показало, что европейские американцы сообщили, что они «значительно счастливее» своей жизнью, чем американцы азиатского происхождения.
Исследователи выдвинули гипотезу о ряде факторов, которые могут быть ответственны за эти различия между странами, в том числе национальные различия в общих уровнях доходов, предубеждения и самосовершенствование, а также в подходах. Взятые вместе, эти результаты предполагают, что, хотя экстраверсия-интроверсия действительно имеет сильную корреляцию со счастьем, она не является единственным предиктором субъективного благополучия, и что другие факторы должны учитываться при попытке определить корреляты счастья.